# Hagalabele, Chamarajanagar
Hagalabele là một làng thuộc tehsil Chamarajanagar, huyện Chamarajanagar, bang Karnataka, Ấn Độ.